# Don (fiume Scozia)
Il fiume Don (gaelico scozzese: Deathan) è un fiume nel nord-est della Scozia. Nasce nei monti Grampiani e scorre verso est attraversando l'Aberdeenshire, fino a raggiungere il mare del Nord ad Aberdeen. Il fiume Don attraversa Alford, Kemnay, Inverurie, Kintore, and Dyce. Il suo principale affluente, il fiume Ury, sbocca nel Don ad Inverurie.

## Storia
La prima menzione del fiume è riportata nel secondo secolo AC dal cosmografo Tolomeo di Alessandria come Δηουανα (Devona), col significato di Dea: ciò suggerisce che il fiume era considerato sacro. Nel 1750 la parte finale del fiume fu canalizzata spostando il suo sbocco nel mare verso nord.

## Idrologia
| Portata media del fiume Don in varie località | Portata media del fiume Don in varie località | Portata media del fiume Don in varie località | Portata media del fiume Don in varie località |
| Stazione                                      | Anno                                          | Superficie del bacino                         | Portata media                                 |
| --------------------------------------------- | --------------------------------------------- | --------------------------------------------- | --------------------------------------------- |
| Culfork                                       | 1997                                          | 103 km² (40 mi²)                              | 2,94 m³/s (104 cu ft/s)                       |
| Alford                                        | 1973                                          | 499 km² (193 mi²)                             | 10,22 m³/s (361 cu ft/s)                      |
| Haughton                                      | 1969                                          | 787 km² (304 mi²)                             | 14,33 m³/s (506 cu ft/s)                      |
| Parkhill (Dyce)                               | 1969                                          | 1 273 km² (492 mi²)                           | 20,64 m³/s (729 cu ft/s)                      |

I livelli e le portate del fiume sono state misurate lungo il corso del Don utilizzando idrometri sin dal 1969. L'idrometro più a valle si trova a Parkhill, nei pressi di Dyce, con una portata media di 20,64 m³/s. Questa stazione misura il 97% dei 1312 km² totali del bacino del fiume.
Prima del 2016 i livelli e le portate massime sono state registrate durante le piene del 2002, con un livello di picco di 5,07 m a Haughton nei pressi di Inverurie, and 4,17 m a Parkhill.